# Saint-Aubin-de-Médoc
Saint-Aubin-de-Médoc is een gemeente in het Franse departement Gironde (regio Nouvelle-Aquitaine). De plaats maakt deel uit van het samenwerkingsverband Bordeaux Métropole en het arrondissement Bordeaux. Saint-Aubin-de-Médoc telde op 1 januari 2022 7.764 inwoners.

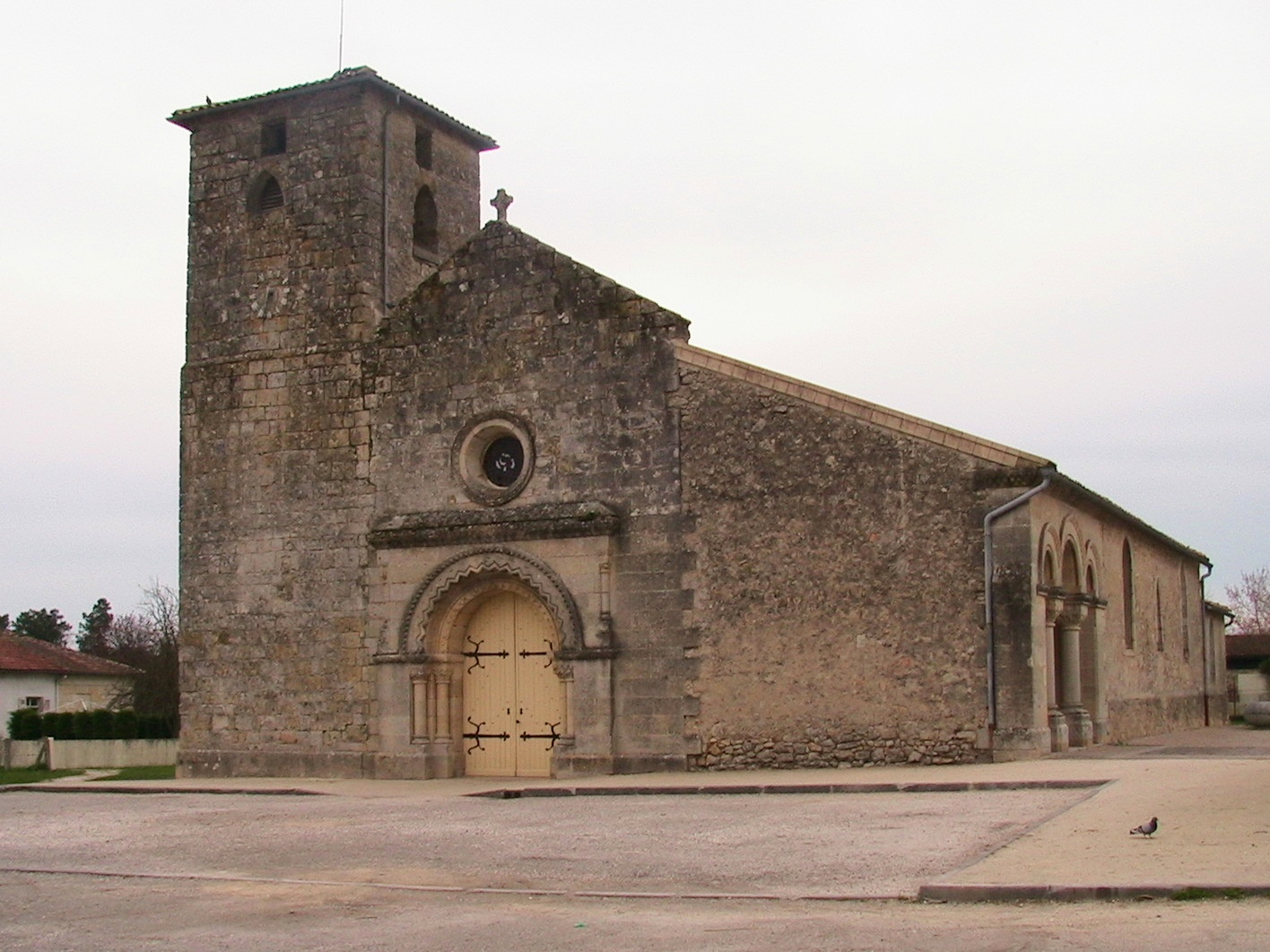
Kerk van Saint-Aubin-de-Médoc
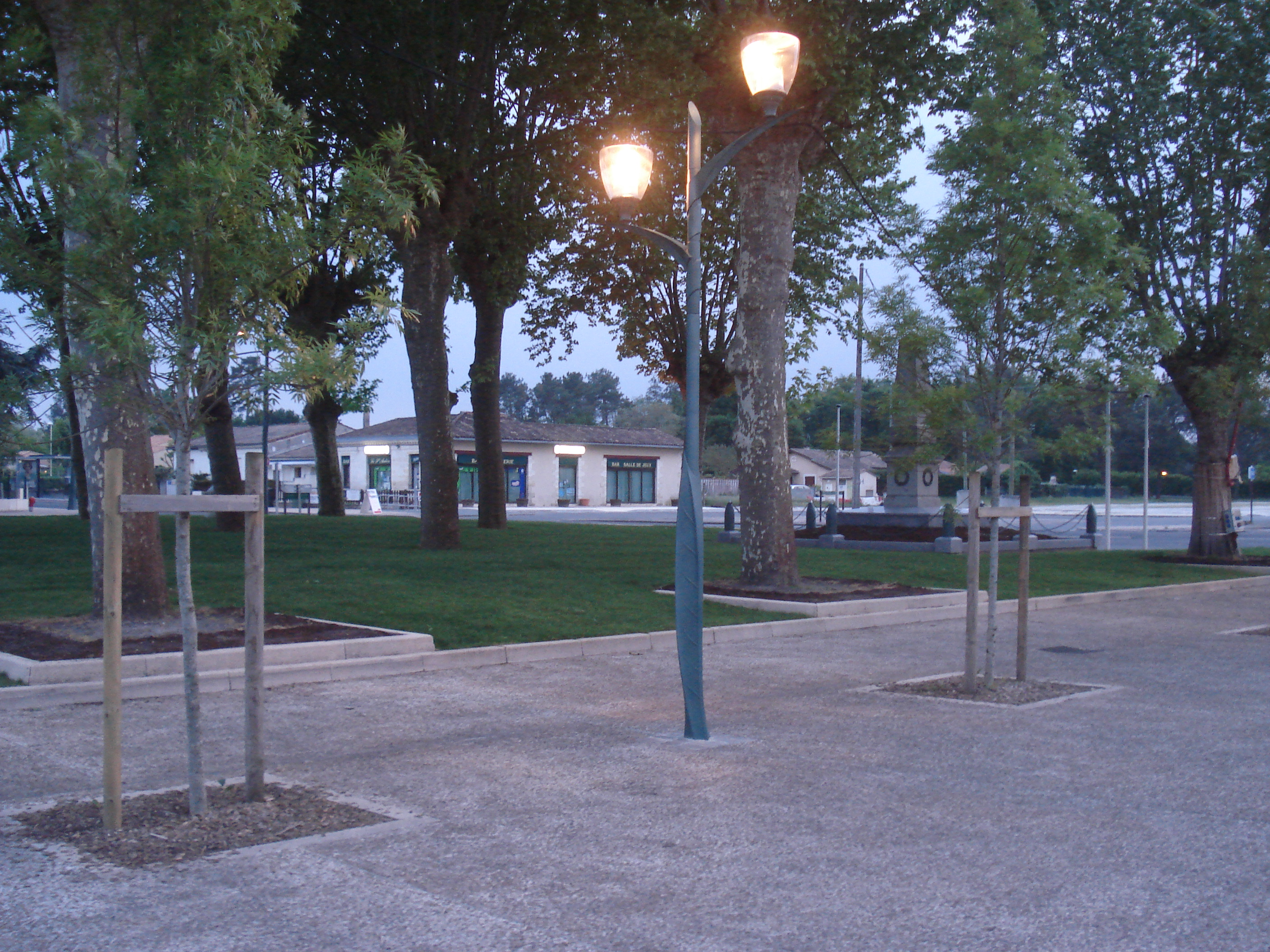
Place de l'Église
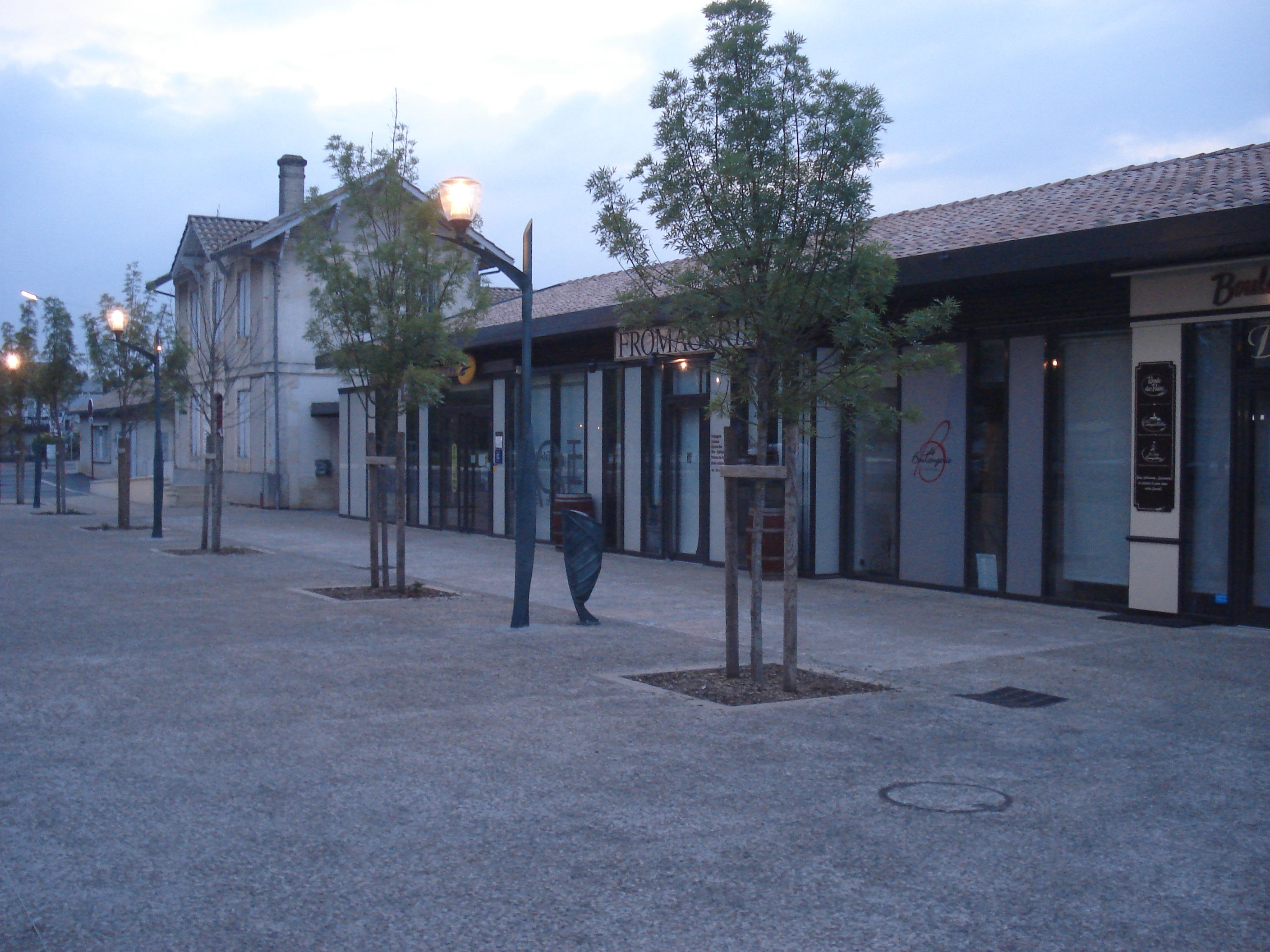
Winkels

## Geografie
De oppervlakte van Saint-Aubin-de-Médoc bedroeg op 1 januari 2022 34,72 vierkante kilometer; de bevolkingsdichtheid was toen 223,6 inwoners per km².

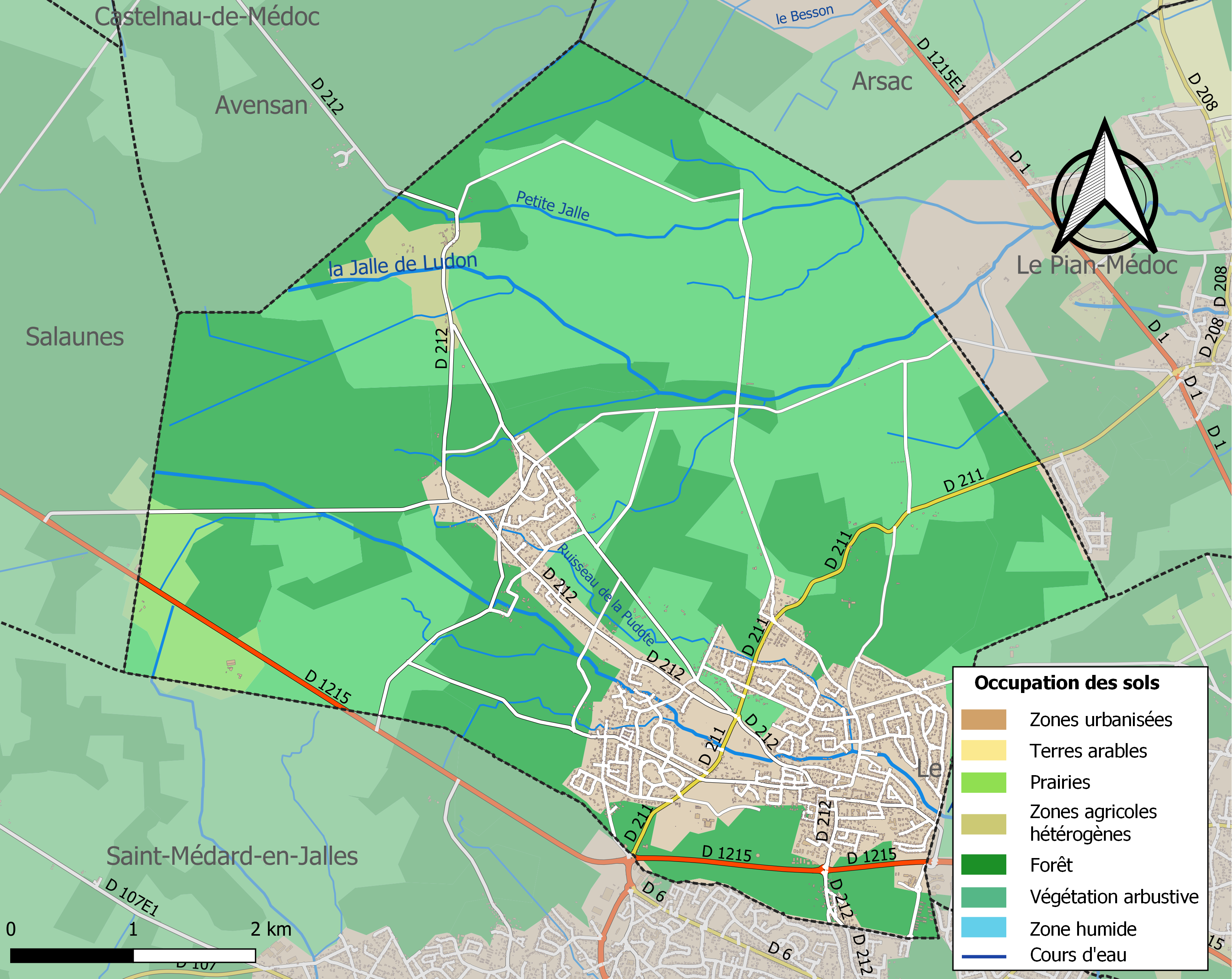
Kaart van de gemeente met belangrijkste infrastructuur, bodemgebruik en omliggende gemeenten

## Demografie
Onderstaande figuur toont het verloop van het inwonertal (bron: INSEE-tellingen).